# Rhyperior
Rhyperior (ドサイドン, Dosaidon?, Dosidon in de originele Japanse versie) is een van de honderden verschillende Pokémon die er bestaan.
Rhyperior is de geëvolueerde vorm van Rhydon (een Pokémon van de eerste generatie) en verscheen voor het eerst in Pokémon Diamond en Pearl. Hij staat, nu hij volledig uitgegroeid is, helemaal rechtop en zijn kleur is veranderd van grijs naar zwart. Ook lopen er oranje platen over zijn lichaam die zijn ontstaan door de Protector; het object dat nodig is om Rhydon te laten evolueren. Aan zijn onderste hoorn is nog goed te zien dat Rhyperior een evolutie is van Rhydon omdat diens hoorn net zo recht naar voren staat. De bovenste hoorn van het vrouwtje is kleiner dan die van het mannetje. Als aanvulling op zijn sterke verdediging, heeft Rhyperior een Ankylosaurus-achtige staart en gaten in zijn handpalmen, die hij gebruikt om stenen naar vijanden toe te schieten. Deze unieke aanval van Rhyperior wordt ook wel Rock Wrecker genoemd, maar na gebruik moet Rhyperior wel een beurt uitrusten. Volgens de Pokédex, vuurt Rhyperior soms per ongeluk in plaats van stenen Geodude af.

## Ruilkaartenspel
Er bestaan vier Rhyperior kaarten: twee standaard, één Rhyperior LV.X en één Rhyperior 4-kaart. Al deze kaarten hebben het type Fighting als element.

## Evolutieketen
Rhyhorn → Rhydon → Rhyperior